# Пульст, Гюнтер
Гюнтер Пульст (нем. Günther Pulst; 26 марта 1918, Брауншвейг — 5 января 1991, Бонн) — немецкий офицер-подводник, капитан-лейтенант (1 января 1945 года).

## Биография
28 июня 1938 года поступил на флот кадетом.

## Вторая мировая война
В декабре 1939 года назначен на эскадренный миноносец «Вольфганг Ценкер». 1 мая 1940 года произведен в лейтенанты. Участвовал в операции «Везерюбунг» — вторжение в Норвегию, в ходе которой «Вольфганг Ценкер» был потоплен.
После окончания операции переведен инструктором в военно-морскую школу в Мюрвике. В апреле 1942 года поступил в подводный флот.
В качестве 1-го вахтенного офицера совершил 2 похода на подлодке U-752. 12 мая 1943 назначен командиром подлодки U-978 (Тип VII-C), на которой совершил 2 похода (проведя в море в общей сложности 124 суток). Повредил всего одно судно водоизмещением 7176 брт, которое, правда, потом не восстанавливалось.
21 декабря 1944 года награждён Рыцарским крестом Железного креста.
После второго похода привёл свою лодку в Норвегию, где 8 мая 1945 года сдался британским войскам.
В 1948 году освобожден. В сентябре 1957 года Пульст поступил на службу в Бундесвер (в качестве вольнонаемного чиновника) и в 1960-х годах занимал пост финансового контролёра НАТО в Париже. В марте 1983 года вышел на пенсию. Был награждён Федеральным крестом за заслуги (1980 год) и американской медалью «За выдающиеся гражданские заслуги».